# Bjarni Hammer
Bjarni Hammer (født 8. marts 1975) fra Tvøroyri er en færøsk politibetjent, roer og politiker (Javnaðarflokkurin). 

## Politisk karriere
Bjarni Hammer er viceborgmester for Tvøroyrar kommune fra 2013, og ved lagtingsvalget 2015 blev han valgt ind i Lagtinget for Javnaðarflokkurin. Udover ham selv blev to andre fra Javnaðarflokkurin valgt fra øen Suðuroy. Færøerne er et valgdistrikt, derfor opstiller flere partier taktisk i de gamle valgdistrikter. Javnaðarflokkurin opstillede derfor kun tre personer fra Suðuroy til lagtingsvalget, og det lykkedes dem at få alle tre valgt. De andre to var Kristin Michelsen, som var både lagtingsmedlem og borgmester for Tvøroyri før lagtingsvalget 2015, og Henrik Old fra Vágur, som var lagtingsmedlem. Under valgkampen og efter at han var blevet valgt sagde han bland andet, at han ville arbejde for at knytte Suðuroy tættere til det centrale Færøerne. Han mente, at det var alt for dyrt for både private at rejse og for erhvervslivet at fragte varer til og fra Suðuroy. F.eks. kostede de kun 100 kroner for en familie at rejse med bil gennem en af de to undersøiske tunneler, men en bil kostede 225 kroner med Smyril samt ekstra 80 kr. for hver rejsende  og 40 kr. for hvert ekstra barn i bilen. En fragtbil, bus eller kontainer kostede 4000 kr. med Smyril, som er den eneste fragtrute mellem Suðuroy og de centrale Færøerne, men skulle kun betale det som en bil koster igennem de undersøiske tunneler i det centrale Færøerne. Han mente, at folk fra Suðuroy skal ikke være værre stillet end folk og erhversliv i resten af Færøerne.
Hammer var også opstillet til folketingsvalget 2015.

## Karriere som roer
En af Hammers fritidsinteresser er færøsk kaproning. Han var med til at etablere Suðuroyar Kappróðrarfelag (Suderø Roklub) i 2012. Klubben var kun aktiv i et år, i 2012 og deltog med en båd, som kaldtes Suðuroyingur, som er det samme navn, som roklubben fra Tvøroyri, Froðbiar Sóknar Róðrarfelag og omegn før har brugt. Denne båd havde dog andre farver. Suðuroyingur var en 10'er, som er den største bådtype, som bruges i færøsk kaproning. Hammer har også roet for andre roklubber, bl.a. Froðbiar Sóknar Róðrarfelag fra Tvøroyri og for Miðvágs Róðrarfelag fra Miðvágur i båden Riddarin.